# Кондратовська (муніципальне утворення «Пучузьке»)
Кондратовська (рос. Кондратовская) — присілок в Верхньотоємському районі Архангельської області Російської Федерації.
Населення становить 173 особи. Входить до складу муніципального утворення Верхньотоємський муніципальний округ.

## Історія
До 1 червня 2021 року входило до складу муніципального утворення Пучузьке муніципальне утворення.

## Населення
| 1680 | 2002 | 2010 |
| ---- | ---- | ---- |
| 6    | ↗215 | ↘173 |